# 攻殼機動隊 (1995年電影)
《攻殼機動隊》是一部於1995年上映的日本動畫電影，由押井守執導，伊藤和典編劇，劇情改編自士郎正宗創作的日本漫畫《攻殼機動隊》。本片由Production I.G公司擔綱動畫製作，也是《攻殼機動隊》系列動畫首作。
本片設定在2029年的高科技未來，劇情圍繞著女主角草薙素子展開。草薙是全身義體的機械生化人，隸屬公安九課，在執行任務的同時也試著探索自己的存在意義。本片部分畫面結合了當時新興的電腦動畫技術。
《攻殼機動隊》於1995年9月底在東京國際影展上舉行全球首映禮，11月18日起在日本院線上映。其製作水準廣受好評，深刻的哲學意涵和未來議題探討也引起外界的討論熱潮；本片亦成功打進美國市場，被公認為日本动画史上的里程碑，許多好萊塢導演和作品也受到本片影響，包含詹姆斯·卡梅隆和《駭客任務》。
本片續集《攻殼機動隊2 INNOCENCE》於2004年上映，劇情延續本作結局。2008年，本片仿照續集的規格進行重製，以《攻殻機動隊2.0》的名義在日本重映。

## 劇情
2029年，電腦科技高度發展，造成電腦犯罪和國際恐怖行動的出現。公安九課在市容很像香港的日本城市「新港市」中執行各種秘密任務。九課因為不顧正當程序的自作主張，強硬行事，往往與政府其他部門起衝突，例如負責外交的公安六課就與公安九課不合。另一方面，公安九課之中的重要人物、全身是義體的機械生化人草薙素子，對於自己的現狀一直隱隱感到不滿。
有一天，公安九課因為一件外國政要的刺殺未遂案而開始追查神秘的駭客「傀儡師」。傀儡師能透過網路入侵人腦，植入虛擬記憶，再利用記憶被竄改的對象來達成目的，此次駭入的是日本外務大臣的口譯生化人。公安九課沒有成功追查到傀儡師，僅有捕獲遭到其控制的人，但此時藏有傀儡師的「靈魂」的機械生化人卻逃脫製造公司的控制，並因此來到九課。公安六課得知消息後，趕來綁走傀儡師。
因為草薙在事前就推測出公安六課的綁架行動，促使公安九課成功攔截傀儡師，並發現傀儡師並不是人類，而是公安六課設計來操縱人類的電腦程式「2501計畫」。2501計畫在意外中產生自覺意識，決定逃出公安六課以求生存，並且要求和草薙的靈魂「融合」以求進一步發展。草薙最後在搭檔巴特的協助與掩護下，打倒6脚型思考戰車T08A2「Arachnida」，與傀儡師完成融合並且脫離政府掌握，下落不明，其意識與整個網絡融合。

## 配音員

### 主要角色
按照配音員名單排序：
| 角色         | 日本配音員 | 日本配音員 | 台灣配音員 | 角色簡介                                                                                                   |
| 角色         | 初版       | 2.0        | 台灣配音員 | 角色簡介                                                                                                   |
| ------------ | ---------- | ---------- | ---------- | --- |
| 草薙素子     | 田中敦子   | 田中敦子   | 蔣篤慧     | 隸屬公安九課，全身都是義體的機械生化人，人稱「少校」。                                                     |
| 巴特         | 大塚明夫   | 大塚明夫   | 陳旭昇     | 隸屬公安九課，全身幾乎完全義體化，草薙的搭檔。                                                             |
| 德古沙       | 山寺宏一   | 山寺宏一   | 于正昇     | 隸屬公安九課，肉身，僅大腦有做些微改造。                                                                   |
| 石川         | 仲野裕     | 仲野裕     | 孫中台     | 隸屬公安九課，常負責搜查。                                                                                 |
| 荒卷大輔     | 大木民夫   | 大木民夫   | 孫中台     | 公安九課課長，常擔任與其他單位斡旋的角色，並在執行任務時在幕後指揮部下。                                   |
| 中村部長     | 玄田哲章   | 玄田哲章   | 于正昇     | 公安六課課長。                                                                                             |
| 威利斯博士   | 生木政壽   | 小林勝也   | 陳旭昇     | 美國人，某公司的戰略研究部部長，是人工智能方面的專家，和中村部長一起至公安九課，想取回傀儡師所在的生化人。 |
| 少女（草薙） | 坂本真綾   | 坂本真綾   | 蔣篤慧     | 片尾草薙與傀儡師融合後，因原義體損壞而換成了少女型義體:240。                                               |
| 傀儡師       | 家弓家正   | 榊原良子   | 劉鵬傑     | 公安六課設計的電腦程式「2501計畫」，吸收網路資訊後產生自主意識，開始以駭客的身分活動。                     |

### 次要角色
按照配音員名單排序：
| 角色     | 日本配音員 | 日本配音員 | 台灣配音員 | 角色簡介                                                                                           |
| 角色     | 初版       | 2.0        | 台灣配音員 | 角色簡介                                                                                           |
| -------- | ---------- | ---------- | ---------- | -------------------------------------------------------------------------------------------------- |
| 外務大臣 | 山内雅人   | 勝部演之   | 陳旭昇     | 日本的外務大臣，在與蓋佛共和國的秘密會議中，他的口譯被傀儡師駭入。                                 |
| 外交官   | 小川真司   | 小川真司   | 劉鵬傑     | 蓋佛共和國的外交官，企圖將程序员台田引渡出日本，結果被草薙刺殺。                                   |
| 台田瑞穂 | 宮本充     | 保村真     | 孫中台     | 幫公安六課設計「2501計畫」的機密程序员，後申請蓋佛共和國的政治庇護企圖逃到國外，因而遭到公安追捕。 |
| 清潔隊員 | 山路和弘   | 目黑光祐   | 孫中台     | 開垃圾車，其中一人被傀儡師駭入，藉以入侵公共電子設備。                                             |
| 清潔隊員 | 千葉繁     | 中博史     | 劉鵬傑     | 開垃圾車，其中一人被傀儡師駭入，藉以入侵公共電子設備。                                             |
| 法醫     | 家中宏     | 斧篤志     |            | —                                                                                                  |
| 大叔     | 松尾銀三   | 立木文彦   | 于正昇     | 在街上等垃圾車。                                                                                   |
| 罪犯     | 松山鷹志   | 松山鷹志   |            | 被傀儡師操控，目的是破壞蓋佛共和國的秘密會議，事跡敗露後與草薙交手。                               |
| 技師     | 小高三良   |            |            | 公安的技術人員。                                                                                   |
| 技師A    |            | 東地宏樹   |            | 公安的技術人員。                                                                                   |
| 技師B    |            | 杉山大     |            | 公安的技術人員。                                                                                   |
| 司機     | 佐藤政道   |            |            | —                                                                                                  |
| 操作員   | 林田篤子   | 大野エリ   | 錢欣郁     | —                                                                                                  |
| 通訊者   | 上田祐司   | 上田祐司   |            | —                                                                                                  |
| 狙撃手   | 龜山俊樹   |            |            | 片尾被派去狙殺傀儡師和草薙的狙擊手，乘坐直升機。                                                   |
| 指揮官   | 後藤敦     | 三宅健太   |            | —                                                                                                  |

## 製作團隊
按照片尾工作人員名單排序，部分進行微調：
- 原作：士郎正宗[1]
- 劇本：伊藤和典[1]
- 演出：西久保利彥
- 人物設定：沖浦啟之[1]
- 作畫監督：沖浦啟之、黃瀨和哉
- 機械設定：河森正治、竹内敦志（日语：竹内敦志）
- 槍械設定：磯光雄
- 布局：渡部隆、黄瀬和哉、沖浦啓之、竹内敦志、末武康光
- 美術設定：渡部隆（日语：渡部隆）
- 美術監督：小倉宏昌
- 色彩設定：遊佐久美子
- 攝影：白井久男（日语：白井久男）
- 剪輯：掛須秀一（日语：掛須秀一）
- 概念攝影：樋上晴彦（日语：樋上晴彦）
- 音樂：川井憲次[1]
- 音響監督：若林和弘
- 混音監督：井上秀司
- 製作：講談社[1]
- 製作協力：萬代影視、日漫娛樂（英语：Manga Entertainment）[1]
- 動畫製作：Production I.G[1]
- 製片人：水尾芳正、松本健、彌富健一、石川光久（Production I.G）
- 執行製片人：宮原照夫（日语：宮原照夫）、渡邊繁（英语：渡辺繁）、安迪·法蘭（英语：Andy Frain）
- 導演：押井守

## 製作過程

### 構思

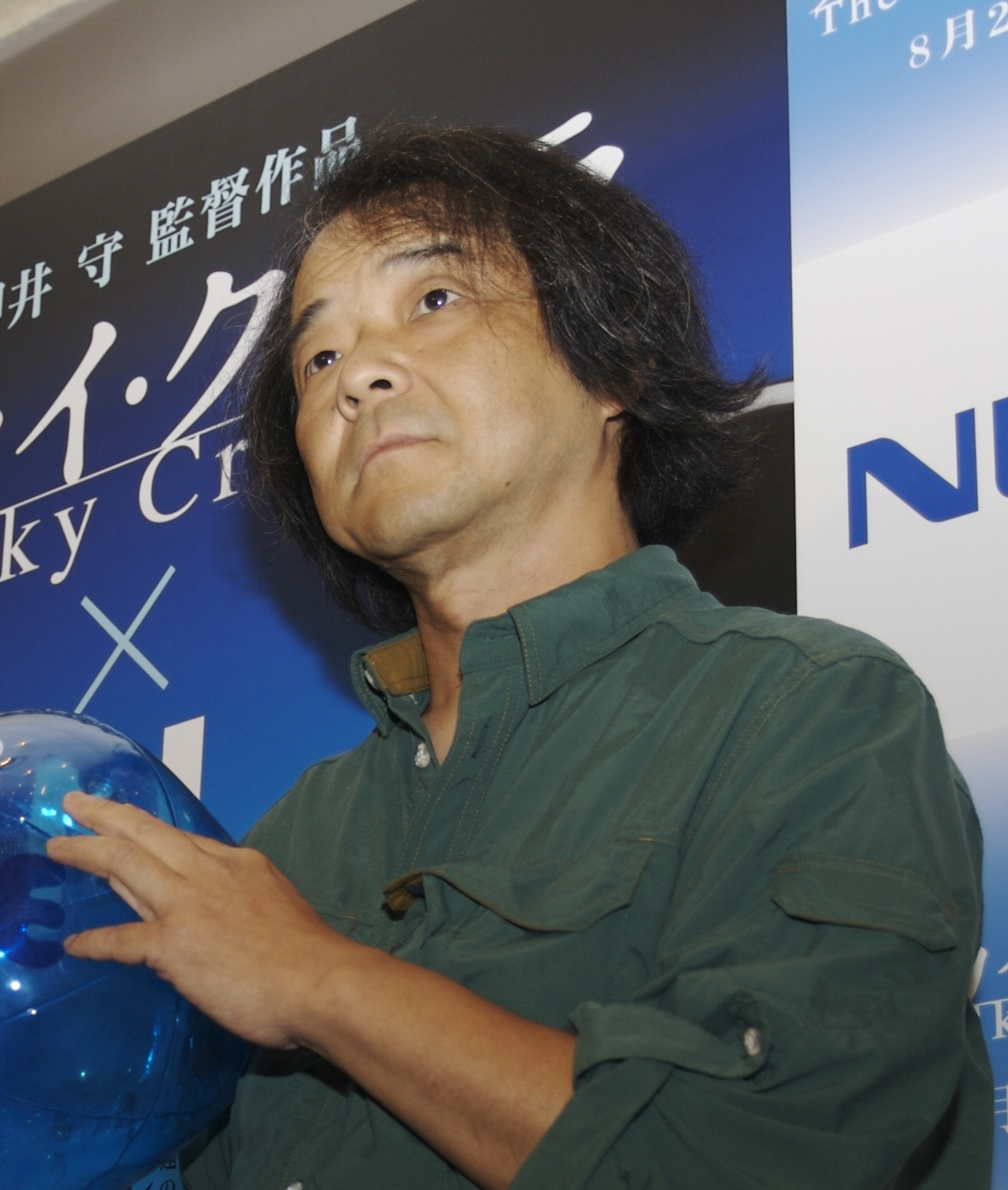
本片的導演押井守，照片攝於2008年

本片是押井守導演的第10部電影。本片改編自士郎正宗創作的同名日本科幻漫畫《攻殼機動隊》:95，相關劇情出現在原作第一部第一章〈PROLOGUE〉、第三章〈JUNK JUNGLE 2029.7.27〉、第九章〈BYE BYE CLAY 2030.7.15〉、第11章〈GHOST COAST 2030.9.18〉和第12章〈EPILOGUE〉。在企劃階段，士郎正宗就有向押井表示不必在意原作的故事:371。
押井談到本片的起點時表示：「我的直覺告訴我，（《攻殼機動隊》）這則有關未來世界的故事中，蘊含了一則給現今世界的啟示；而且我自己也對電腦有興趣。我對《機動警察》也有類似的感覺，於是我覺得拍一部以不遠的未來為背景的電影應該會很有趣。即使是好萊塢出品的電影，也沒幾部能明確地描繪出電腦的影響力和威力。我認為用動畫更能有效地傳達此一主題。」在日後的採訪中，押井進一步指出，科技改變了人們，並且已經成了日本文化的一部分。他也表示，他在片中對哲學元素的運用讓製片人很失望，因為此舉會使動作場面減少。押井承認有更多動作場面的電影會更賣座，但他無視製片人的意見，還是選擇拍這種電影。
2019年初，押井上節目時表示，有5部電影對他製作本片起到了重大的影響：美國電影《飞碟征空》（1955年）、日本電影《白馬城的新娘》（暫譯，1961年）、美國電影《2001太空漫遊》（1968年）、法國電影《日以作夜》（1973年）和美國電影《銀翼殺手》（1982年）。當中的《銀翼殺手》之風格和故事與《攻殼機動隊》系列具有關連性，也因此常被放在一起討論。
動畫中的最後一幕是草薙素子進入網路世界，2017年押井受訪時表示這反映了現代的世界，類似現代人透過網路對外連結的概念。然而他並不認為這樣的現代人是進化的，從人們的壓力來看甚至是惡化，被問到如果要重拍本片是否會改變原有結局時，押井表示不會，因為結局就如片名「Ghost in the Shell」，不會有人知道最後在那個「殼」（Shell）當中的到底是天使還是惡魔，而這也能反映出現代人內心的複雜。

### 設計

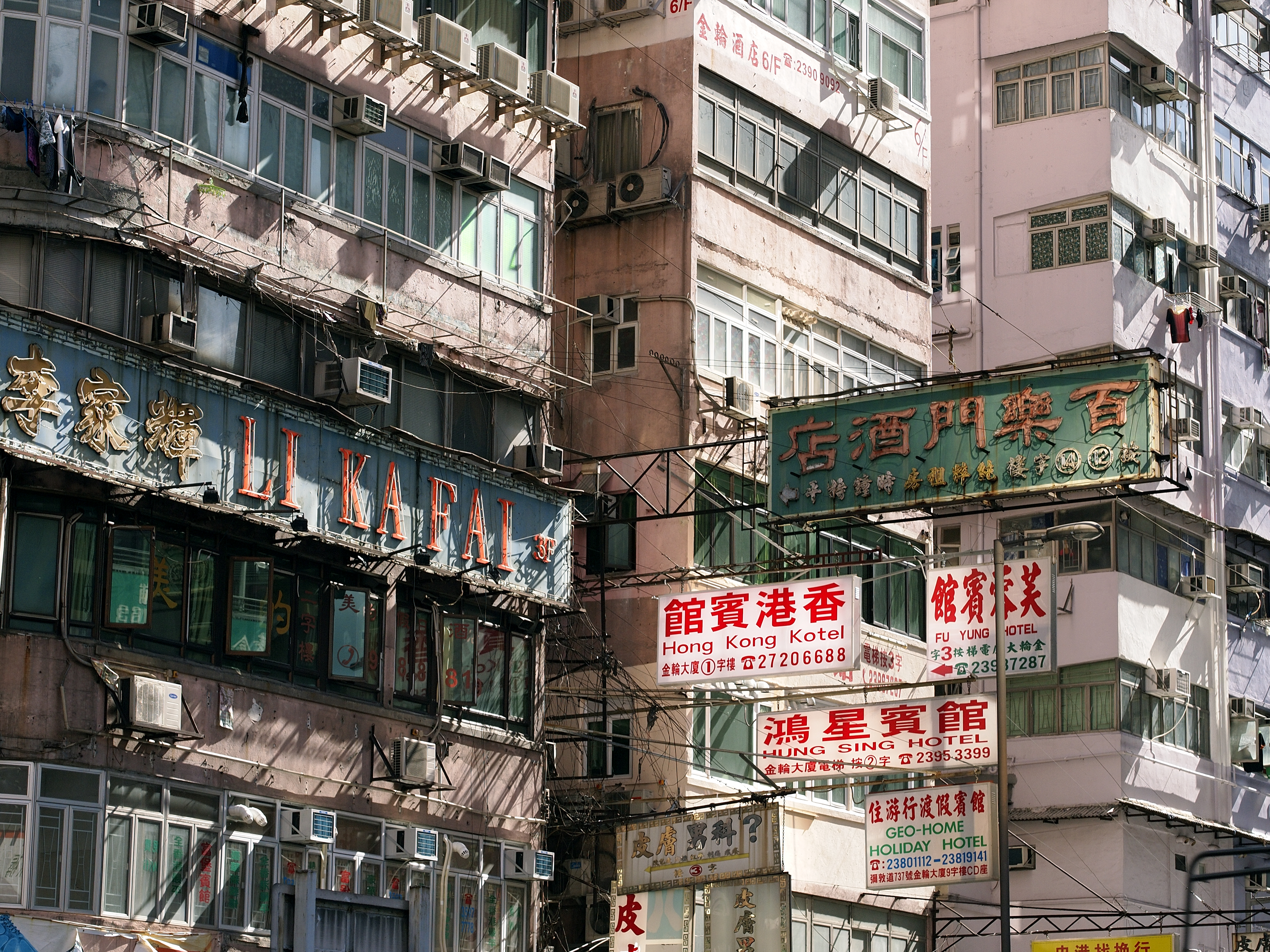
香港大廈外牆混亂招牌的例子

本片的設定相較於原作漫畫，風格上更為嚴肅。本片的人物設定兼作畫監督沖浦啟之將草薙素子設計得比原作漫畫還要老成且嚴肅，原作裡草薙帶有喜劇元素的表情和叛逆表現也不復存在。為了配合電影版草薙的心理年齡，沖浦也將她的身體年齡調整得更加成熟，有別於漫畫中二十來歲的年輕身軀。此外，孩子氣的「攻殼車」也被刪去:96。對於本片的背景設定，押井表示，想到未來的場景，腦中第一個浮現的是一座亞洲城市，但現實中不可能真的找得到。他最後選擇以香港的街道實景作為場景原型。他也指出，香港是絕佳的電影題材，因為香港有數不盡的招牌和標誌，以及嘈雜的聲響。本片的機械設定竹内敦志表示，本片雖然沒有點明背景是哪裡，但很明顯就是香港，因為香港切合本片的主題：在一個資訊氾濫的時代中，新事物和舊事物會在一種奇怪的關係下並存。在攝製影片之前，美術師們畫了一些草圖，這些草圖強調了香港混亂、迷惘、不知所措的一面。

### 動畫
本片採用了一種名為「數位生成動畫」（digitally generated animation，DGA）的數位動畫技術，將賽璐珞動畫、计算机图形和音頻以數位格式輸入並加以結合。DGA在當時屬於相當先進的技術，融合傳統賽璐珞動畫和新興電腦技術之餘，擁有的數位賽璐珞作圖功能還附有视觉显示器。對於外界認為《攻殼機動隊》是數位動畫，押井在受訪時澄清，本片雖然有使用數位科技，但《攻殼機動隊》完全是部類比動畫：「製作上幾乎都是採純手繪，CG的部分只有五十至六十影格，其他部分則全為手繪。（……）我們只是巧妙地讓它看起來像是數位動畫。」:279
本片的剪輯工作則是以Avid科技的AVID系統進行，選用的理由是其擁有多用途、低限制，還可以同時運用多種不同的媒材。產出的數位賽璐珞動畫中也包含原始畫稿、構圖，劇組會以傳統賽璐珞動畫技術進行處理，目的在於營造出深度感及喚起人們的情感。在畫面背景的製作上，劇組用上了效果類似攝影機鏡頭的濾光器，將近景扭曲，使遠景失去焦點，從而呈現出畫面深度和動感。《攻殼機動隊》採用了獨特的打光方式，劇組在對光源的把控下，將亮光與陰影合成在賽璐珞片上，不同於一般採用明暗對比的手法。美術監督小倉宏昌稱其為「一種非常不尋常的打光技術」。
片中的部分特效是使用TIMA軟體完成的，例如開頭草薙使用「熱光學迷彩」的橋段。製作該片段時，劇組使用單一張畫稿，在不變更原畫稿的前提下對畫面進行處理，接著結合背景，產生畫面扭曲的視覺效果，最後將成品重新錄進鏡頭裡就大功告成。另一方面，雖然本片中出現的视觉显示器在技術上不難打造，但劇組還是在外觀上進行了多番修訂，盡其所能地呈現出未來的感覺。CG在製作中還起到了創建圖像和效果的功用，並讓它們看起來「能被大腦所理解」。
本片片頭的開場動畫是人的全身義體的製作過程。穿插在開場動畫的工作人員名單由CG監督田中雄一打造。這段名單的畫面中先是閃過一連串的數字，最後留下一批工作人員的羅馬字姓名，如此反覆數次。田中先將工作人員的羅馬字名單轉換成數字，接著將其輸入電腦，進而生成了觀眾所見的名單。擔綱演出（即動畫監督）的西久保利彥負責的部分是寫實，力求精準呈現動作和效果。為了追求真實感，劇組人員甚至到關島的一座設施研究槍械。西久保表示，片中的坦克橋段就是本片崇尚寫實的一個例子：子彈擊中金屬時產生了火花，但擊中石頭時則沒有。

### 錄音
製作《攻殼機動隊》時，劇組採用高檔次的錄音室，以呈現卓越的音質為目標。錄音過程中，劇組會使用當時新興的錄音技術「Spatializer」（空間感產生器）來修飾人聲，尤其是製作劇中角色在電子腦中對話的片段時。

## 配樂
本片的配樂由川井憲次譜曲。本片的主題曲為〈謠〉，在片中共出現三次，依序為片頭(謠I)、中場(謠II)和片尾(謠III)。歌詞採用古典日語，曲風上則結合保加利亞和聲和傳統的日本古風音樂。原聲帶於1995年11月22日發行。《2.0》重映後，新版原聲帶於2008年12月17日發行，翻新原有曲目。

## 上映
《攻殼機動隊》於1995年9月底在東京國際奇幻影展上舉行全球首映禮，11月18日起在日本上映。
本片的全球總票房達到1000萬美元，但未能回收成本。

### 審查
本片中出現了大量的裸體鏡頭，日本的電檢單位映畫倫理委員會曾對此表達意見。《聯合晚報》的報導認為，片中出現的裸露畫面目的在於表達劇情和意涵，並非淫穢煽情。本片在美國被分為R級，英國電影分級委員會（BBFC）分為15級，後來在台重映時被分為保護級。

### 家用媒體
1996年4月26日，《攻殼機動隊》日本版VHS於日本發售。日本版DVD於2004年2月25日發行，特別版於2004年12月發行，內容經過數位修復，提高畫質和音質，並包含角色檔案、導演自傳、預告片與預覽等特別收錄。日本版藍光光碟於2011年4月22日上市。4K Ultra HD藍光光碟雙片套裝於2018年6月22日發售。
《攻殼機動隊》北美版VHS於1996年6月18日由日漫娛樂發行，北美版DVD則由錨灣娛樂於1998年3月31日發售。北美版DVD經過全面修復和數位重製，並額外附有一段長30分鐘的幕後製作花絮。
2017年，台灣的勁藝多媒體代理了本片的原版DVD。
1996年8月24日，《攻殼機動隊》的VHS以20萬份的銷量登上美國《告示牌》雜誌影音排行榜冠軍，是日本電影和動畫電影的首例，引發外界關注:8。截止至2002年，本片的家用媒體在全球已售出超過130萬份，其中在日本賣出10萬份，在美國則賣出了超過100萬份。2006年1月，本片在Nielsen VideoScan列出的北美地區日本動畫電影DVD銷量排行中排名第八。

### 相關媒體
《攻殼機動隊》Photo CD
| 卷數 | 秋田書店       | 秋田書店           |
| 卷數 | 發售日期       | ISBN               |
| ---- | -------------- | ------------------ |
| 全   | 1995年11月20日 | ISBN 4-06-208008-7 |

《攻殻機動隊：灼熱的都市》
番外小說，作者為遠藤明範。
| 卷數 | 講談社     | 講談社                 | 北岳文艺出版社 | 北岳文艺出版社     |
| 卷數 | 發售日期   | ISBN                   | 發售日期       | ISBN               |
| ---- | ---------- | ---------------------- | -------------- | ------------------ |
| 全   | 1995年11月 | ISBN 978-4-06-324309-3 | 2005年         | ISBN 9787537827171 |

《攻殻機動隊2：Star Seed》（暫譯）
《灼熱的都市》的續集。
| 卷數 | 講談社    | 講談社                 |
| 卷數 | 發售日期  | ISBN                   |
| ---- | --------- | ---------------------- |
| 全   | 1998年1月 | ISBN 978-4-06-324327-7 |

《分析攻殻機動隊》（暫譯）
設定資料集。
| 卷數 | 講談社        | 講談社                 |
| 卷數 | 發售日期      | ISBN                   |
| ---- | ------------- | ---------------------- |
| 全   | 1995年11月1日 | ISBN 978-4-06-319640-5 |

### 重映
2008年7月12日，為了紀念押井的新作電影《空中殺手》上映，本片以新版《攻殻機動隊2.0》（GHOST IN THE SHELL／攻殻機動隊 2.0）的方式限定重映，放映地點包含日本東京都、大阪市、名古屋市、福岡市和札幌市的各一處電影院。押井守表示，本片和續集《攻殼機動隊2 INNOCENCE》在整體視覺風格上有落差，讓他想翻新本片。《2.0》版的一些片段經過續集《攻殼機動隊2 INNOCENCE》採用的新技術「3D-CG」重新製作，並新增一個全新的片頭，減少一些簡短的畫面，整題而言片長稍微延長，但劇情不變。《2.0》的整體畫面色調由原版的藍、綠色系，調整為與《攻殼機動隊2 INNOCENCE》相同的偏橙色系，配樂也翻新成6.1聲道。部分配音陣容與對白、配樂、音效，均在美國的天行者音效的協助下修改。
《2.0》的DVD和藍光光碟於2008年12月19日在日本發行。北美版藍光光碟則於2009年11月24日由日漫娛樂發行，包含原版和重製版。2014年9月23日，日漫娛樂與錨灣娛樂在美國推出了HD高畫質版的藍光光碟。

## 迴響

### 評價
本片在東京國際影展首映會和洛杉磯試映會上獲得不錯的評價，原作作者士郎正宗也給予認可:116。影評匯總網站爛蕃茄上收集的59篇專業影評文章中，有57篇給出了「新鮮」的正面評價，「新鮮度」為97%，平均得分7.9分（滿分10分），該網站對電影的共識性評價寫道：「《攻殼機動隊》是令人驚豔的現代動畫壯舉，劇情具有深沉與複雜的論述，帶給初來乍到的觀眾完美的詮釋」，而Metacritic則根據14篇評論文章，其中12篇予以好評，1篇差評，1篇褒貶不一，給出平均分76（滿分100），綜合結果為「普遍良好的評價」。
動畫新聞網的喬納森·梅斯（Johnathan Mays）稱讚《攻殼機動隊》將傳統動畫與電腦特效結合的成果，認為這部電影也許是動畫史上的最佳綜合體。海倫·麥卡錫在《500部不可忽視的動畫電影》（500 Essential Anime Movies）一書中也形容《攻殼機動隊》是動畫史上最出色的作品之一，讚揚本片的劇本、「氣氛十足的配樂」，並表示：「片中的動作場面媲美當今好萊塢大片，雖然只是CGI，但成果仍讓人驚訝。」。Twitch Film的影評尼爾斯·馬蒂爾斯（Niels Matthijs）認為這部動畫「不僅是日本動畫界的重要作品，還與庫柏力克的《2001太空漫遊》及塔爾科夫斯基的《飛向太空》並列為三大書籍改編作品，其人氣都超過原著，並賦予一個已經廣受歡迎的作品品牌新的意義」，並將本片排在他最愛的電影名單的第48名。《帝國雜誌》編輯克拉克·柯林斯（Clark Collis）給予本片4顆星（滿分5顆）的高分，稱讚《攻殼機動隊》的製作品質，但認為本片的劇情走向沒有出人意表的地方。影評人罗杰·伊伯特給予《攻殼機動隊》3顆星（滿分4顆）的好評，稱讚片中的視覺效果、配樂和主題，但覺得本片「太模糊且隱晦，無法吸引廣大觀眾群。電影一直到第二個小時的劇情才開始揭露全片的主旨。」
2001年，《攻殼機動隊》在《巫師》雜誌列出的50大日本動畫排行榜中名列第4名。2004年2月，《Cinefantastique》雜誌將本片列入「10大經典動畫」之列。2010年，《攻殼機動隊》在Total Film50大動畫電影排行榜中名列第35名。本片是繼《阿基拉》（1988年）之後第二部成功打進美國市場的日本動畫電影:47，在歐美被視為一部邪典电影:104。2022年4月，「Japan Web Magazine」評選30部不限年份的最佳日本動畫電影，《攻殼機動隊》排名第11名。同年在《Paste》評選前100名不限年份的最佳日本動畫電影中，《攻殼機動隊》排名第4名。2023年3月，本片在爛蕃茄發表「根據爛番茄評論家評比，100部不限時間的最佳日本動畫電影」排行榜名列第11名。

### 榮譽
本片在第24屆安妮獎獲得5項獎項提名，為當時日本動畫電影入圍安妮獎提名獎數的新高紀錄，直至2024年第51屆安妮獎才被宮崎駿的《蒼鷺與少年》與新海誠的《鈴芽之旅》以入圍7項獎項提名的紀錄超越。
| 日期           | 獎項                      | 類別           | 獲獎或入圍者                                 | 結果 | 来源          |
| -------------- | ------------------------- | -------------- | -------------------------------------------- | ---- | ------------- |
| 1995年         | 第5屆《東京體育》電影大獎 | 作品獎         | 《攻殼機動隊》                               | 獲獎 | [ 88 ]        |
| 1995年         | 第5屆《東京體育》電影大獎 | 女主角獎       | 草薙素子                                     | 獲獎 | [ 88 ]        |
| 1996年         | 第1屆神戶動畫獎           | 最佳劇場電影   | 《攻殼機動隊》                               | 獲獎 | [ 89 ] [ 90 ] |
| 1996年1月25日  | 第10屆高崎映画祭          | 最優秀導演獎   | 《攻殼機動隊》——押井守                       | 獲獎 | [ 91 ]        |
| 1996年11月2日  | 第1屆朝日數位娛樂大獎（朝日デジタル・エンターテインメント大賞） | 院線部門獎     | 《攻殼機動隊》                               | 獲獎 | [ 92 ]        |
| 1996年11月10日 | 第24屆安妮獎              | 最佳動畫片獎   | 《攻殼機動隊》                               | 提名 | [ 93 ]        |
| 1996年11月10日 | 第24屆安妮獎              | 最佳導演獎     | 押井守                                       | 提名 | [ 93 ]        |
| 1996年11月10日 | 第24屆安妮獎              | 最佳製作獎     | 石川光久、彌富健一、松本健、水尾芳正、渡邊繁 | 提名 | [ 93 ]        |
| 1996年11月10日 | 第24屆安妮獎              | 最佳美術指導獎 | 渡部隆、小倉宏昌                             | 提名 | [ 93 ]        |
| 1996年11月10日 | 第24屆安妮獎              | 最佳編劇獎     | 伊藤和典                                     | 提名 | [ 93 ]        |
| 2006年         | 日本媒體藝術100選         | 動畫部門       | 《攻殼機動隊》                               | 入選 | [ 94 ]        |

### 主題解讀
《攻殼機動隊》探討多重議題的性質引來了諸多評論家和分析家進行解讀。普遍被大眾所關注的是本片的「哲學」層面，鄭立明在《中央日報》上刊登的影評評論道，本片以高度發展的機器人促使觀眾去思考人的本質和存在意義：在比人類優秀的機器人誕生後，人類是為何而存在？《動漫畫設計》的著者王受之則指出，本片提出一個相當嚴肅的問題：「人和機器人的區別究竟在哪裡？」:96明治大學研究所特任教授冰川龍介也認為本片是對「人的本質的考問」。
另一個受到探討的層面在於「性」、「性別認同」和「自我認同」。日本現代文學及流行文化研究教授莎拉琳·奧爾博（Sharalyn Orbaugh）表示：「整個故事圍繞著性/性別認同的本質，以及在一個機械複製體已經取代有性生殖的未來世界中，找尋自我認同的課題。」。開頭草薙提到，她的大腦出現異常電波是因為月經來，但她的生化軀體其實不會有月經，恐怕也不能懷孕。鑒於該橋段以及描寫生化軀體的複製過程的開場動畫，奧爾博認為本片的主題是「後人類議題中關於繁殖和性的問題」。《日本動畫瘋》（Anime Explosion!）的著者派屈克·德拉森（Patrick Drazen）也指出，草薙陷入了認同危機:239。《進化與科技期刊》（Journal of Evolution and Technology）的編者奧斯汀·柯貝特（Austin Corbett）表示，草薙的團隊缺少性化情形這點，展現出草薙擺脫女性特質束縛的自由，並指出草薙「具有外露的女性氣質，但同時也明確地不是女的」期刊《科幻研究》（Science Fiction Studies）的編者卡爾·希爾維奧（Carl Silvio）認為本片是一部「帶有反抗性質的電影」，原因包含片中對傳統性別角色的顛覆、對後人類和後性別（post-gendered）題材之探討，以及將人體的性特徵給模糊化。
也有評論從較現實的層面去探討。《聯合晚報》報導指出，本片在於強調人類與尖端科技的緊密性，王受之則認為本片也在探討科技的發展和對人類的完善，究竟有沒有底線和極限:96。鄭立明指出，本片在科幻片的外表下隱含政治鬥爭的醜陋情節，認為本片是「一幅科幻圖像的政治寓言」。

## 影響
《攻殼機動隊》影響了許多知名的歐美電影製作者，在許多設定在未來的黑色電影也常看得見本片的影子。《駭客任務》的主創者沃卓斯基姐妹曾將本片展示給製片人喬·西佛看，並說「我們想要把這個做成真的」。《駭客任務》的部分內容也參考了本片，包含代碼瀑布（取材自本片片頭的工作人員名單）和透過後頸的接孔進入「母體」的設計。其他與本片有相似之處的好萊塢電影還包含彼得·豪伊特的《奪命連線》（2001年）、斯蒂芬·斯皮尔伯格的（2001年）、詹姆斯·卡梅隆的《阿凡達》（2009年）和喬納森·莫斯托的《偽能叛變》（2009年）。卡梅隆曾表示《攻殼機動隊》是一部「偉大的作品」，不只啟發了他:67，同時也是《阿凡達》的靈感來源之一。此外，本片也出現在《奪命連線》（海報出現在牆上）和葛斯·范桑的1997年電影《心靈捕手》（劇中人物觀看本片）中。
對於本片影響了《駭客任務》這點，押井守在2005年受訪時表示，兩者的場景及人物是有點相似，但沒有相關性。

## 續集
續集《攻殼機動隊2 INNOCENCE》是根據士郎正宗之原著漫畫《攻殼機動隊》第一部之第六章〈ROBOT RONDO 2029.10.1〉所改編，並且延續第一部電影中草薙素子與「傀儡師」融合後下落不明的劇情，於2004年3月6日在日本上映。

## 備註
1. ↑  由於網路資料缺乏，本片真正的票房數據幾乎不可考，文中列出的資訊僅供參考。另有資料庫顯示本片的票房是2,287,714美元，加上家用媒體的收入則是2,962,716美元，和1000萬美元相差甚遠[10]。
2. ↑  譯註：原文也可以指「接線生」，但因無法確定而暫且翻譯為「操作員」。
3. ↑  2.0版掛名。
4. ↑  編註：片頭的英文工作人員名單和片尾的日文工作人員名單有些許出入，此處主要以片尾的名單為準。
5. ↑  不計算1983年製作但當時未上映和播出的《劇場版騎鵝歷險記（日语：ニルスのふしぎな旅#劇場版）》[14]。
6. ↑  譯註：押井守參與的另一套動畫。
7. ↑  譯註：此翻譯參考自國家地理雜誌中文網[29]。
8. ↑  譯註：「空間感產生器」此一翻譯參考自《音樂時代》雜誌，得名於其原意及使用目的。更多相關知識參見以下連結[31]。
9. ↑  譯者：侯为
10. ↑  原文：
11. ↑  原文：

## 額外資料
網站
- . .   [2023-01-10]. （原始内容存档于2023-01-10） （日语）.
- 雍小狼. . 自由評論網. 2017-05-20  [2020-06-30]. （原始内容存档于2020-07-03） （中文（臺灣））.
- 楊宸. . 香港01. 2018-01-11  [2020-06-30]. （原始内容存档于2020-06-30） （中文（香港））.
- 楊宸. . 香港01. 2018-01-12  [2020-06-30]. （原始内容存档于2020-06-30） （中文（香港））.

書籍
- 押井守; 竹内敦志.  . . 2004. ISBN 978-4-49-922754-4 （日语）.
- . . 2017. ISBN 978-4062205115 –Internet Archive （日语）.
- Ruh, Brian. . . New York: Palgrave Macmillan. 2004: 119-140 –Internet Archive （英语）.

雜誌與期刊
- .  (). 1995-09-01, (1995年9月号): 167-173 –Internet Archive （日语）.
- .  (). 1995-11-01, (1995年11月号): 16-19 –Internet Archive （日语）.
- .  (). 1995-12-01, (1995年12月号): 102-103 –Internet Archive （日语）.
- .  .  (). 1995-12, (1995年12月号) （日语）.
- .  .  (). 1996-08, (1996年8月号) （日语）.
- Denis, Sébastien.  . CinémAction. 2005, (115) （法语）.
- O. Gardner, William. . Canadian Journal of Film Studies. Spring 2009, 18 (1): 44–70 （英语）.
- Persons, Dan. . Cinefantastique. 1996-08, 28 (1): 46–51 （英语）.
- Schaub, Joseph Christopher. . Asian Journal of Communication. 2001, 11 (2): 79–100 （英语）.
- Toshiya, Ueno. . Documentary Box. 1996-12, 1–5 (31) （英语）.

## 外部連結
- 官方網站
- AllMovie上《Ghost in the Shell》的资料（英文）
- Ghost in the Shell在動畫新聞網百科全書中的資料（英文）
- 互联网电影数据库（IMDb）上《Ghost in the Shell》的资料（英文）
- 互联网电影数据库（IMDb）上《Ghost in the Shell 2.0》的资料（英文）
- 豆瓣电影上《攻殼機動隊》的資料 （简体中文）
- 爛番茄上《攻殼機動隊》的資料（英文）
- 日本電影數據庫上《攻殼機動隊 （页面存档备份，存于）》的資料（日語）